# Макаров, Александр Сергеевич (геоморфолог)
Алекса́ндр Серге́евич Мака́ров (род. 21 декабря 1982, Ленинград) — российский учёный-геоморфолог. Директор ФГБУ ГНЦ «Арктический и антарктический научно-исследовательский институт» (ФГБУ «ААНИИ»), участник более 15 экспедиций в полярные регионы Земли. Доктор географических наук, профессор РАН. Член экспертного совета национальной премии «Хрустальный компас».
Кандидатская и докторская диссертации А. С. Макарова посвящены изменчивости природной среды Арктики за последние десять тысяч лет. В сферу его научных интересов входят палеогеография полярных областей Земли в голоцене, изменчивость уровня Мирового океана. Член экспертного совета национальной премии «Хрустальный компас».

## Биография
В 2000 году поступил в Санкт-Петербургский государственный университет на факультет географии и геоэкологии, кафедра геоморфологии.
С 2003 года, будучи ещё студентом 3 курса, ежегодно участвовал в подготовке и проведении международной российско-немецкой экспедиции в дельту реки Лены.
В июне 2005 года после окончания СПбГУ поступил на работу в отдел географии полярных стран ААНИИ и продолжил активную экспедиционную и исследовательскую деятельность.
В 2003—2009 годах ежегодно участвовал в организации и проведении международных российско-немецких экспедиций в дельту Лены, а с 2010 по 2015 год руководил этими экспедициями.
В 2009 году на основе собранных материалов защитил кандидатскую диссертацию по специальности «Геоморфология и эволюционная география» на тему «Колебания уровня моря Лаптевых как фактор формирования дельты реки Лены в голоцене», в 2017 году — докторскую диссертацию на тему «Колебания уровня арктических морей в голоцене». Участвовал в создании новой современной научно-исследовательской станции на о. Самойловский.
В 2016 году назначен на должность заместителя директора ААНИИ, после чего возглавил работу по созданию Российского научного центра на архипелаге Шпицберген (РНЦШ). РНЦШ представляет собой консорциум из 12 научных организаций России, проводящих комплексное изучение природной среды и акватории Северного Ледовитого океана на архипелаге Шпицберген. С сентября 2017 года занимает пост директора Арктического и антарктического научно-исследовательского института Росгидромета.
С 2007 года по настоящее время читает лекции в СПбГУ на кафедре геоморфологии Института наук о Земле на темы: «Динамическая и инженерная геоморфология суши», «Применение компьютерных технологий в геоморфологии», «Теория и методология геоморфологических исследований» и другие. Руководит курсовыми и дипломными работами студентов, активно занимается просветительской деятельностью.

## Высказывания о глобальном изменении климата
В интервью «Коммерсанту» Александр Макаров рассказал о последствиях таяния льдов на полюсах. Так, в 2013 году пришлось экстренно эвакуировать полярную экспедицию, которая оказалась в опасности из-за льда, который подтаял и растрескался. По словам Макарова, трещины могли достигать 5—6 метров.
Учёный отметил скорость таяния: за последние 40 лет площадь льда в Арктике уменьшилась вдвое. Кроме того в России, под воду каждый год уходит 10 км² прибрежной территории.
Однако Александр Макаров отметил, что из-за потепления использование Севморпути стало проще. Практически не образуется многолетний лёд. Кроме того, уменьшилась минимальная площадь льда в сентябре, а сам лёд стал тоньше. О Севморпути Макаров сказал:
Новым судам ледового класса будет легче проходить при поддержке ледоколов, поскольку стоит задача обеспечить круглогодичную навигацию, чего никогда не было.

## Награды
- Медаль ордена «За заслуги перед Отечеством» II степени (17 августа 2023 года) — за большой вклад в реализацию проекта создания и запуска в эксплуатацию ледостойкой самодвижущейся платформы «Северный полюс»[5]